# Вреде, Людвиг
Людвиг Вреде (нем. Ludwig Wrede; 28 октября 1894 года — 1 января 1965 года) — австрийский фигурист выступавший в парном и одиночном катании.
В парном катании Людвиг Вреде первоначально выступал дуэтом с Хермой Сабо. Они выигрывали чемпионаты мира в 1925 и 1927 годах и завоевывали бронзу в 1926 году.
После того как Сабо приняла решение покинуть любительский спорт, Вреде начал выступать с Мелиттой Брюнер, с которой завоевал бронзовую медаль на Олимпиаде 1928 года. Кроме того, эта пара выигрывала два серебра и бронзу чемпионатов мира в период с 1928 по 1930 годы.
В мужском одиночном катании Вреде выигрывал серебряную медаль на чемпионате Европы 1924 года и бронзовые в 1929 году в мире и в Европе.

## Спортивные достижения
в одиночном катании
| Соревнования/Сезон | 1914 | 1922 | 1923 | 1924 | 1925 | 1926 | 1927 | 1928 | 1929 | 1930 |
| ------------------ | ---- | ---- | ---- | ---- | ---- | ---- | ---- | ---- | ---- | ---- |
| Зимние Олимпиады   |      |      |      |      |      |      |      | 8    |      |      |
| Чемпионаты мира    |      |      | 5    | 5    | 7    | 6    | 6    | 6    | 3    | 5    |
| Чемпионаты Европы  | 5    |      |      | 2    | 5    |      |      | 4    | 3    |      |
| Чемпионаты Австрии |      | 3    | 1    | 2    |      |      |      |      | 2    | 3    |

### Пары
(с Мелиттой Брюнер)
| Соревнования/Сезоны | 1922 | 1923 | 1924 | 1928 | 1929 | 1930 |
| ------------------- | ---- | ---- | ---- | ---- | ---- | ---- |
| Зимние Олимпиады    |      |      |      | 3    |      |      |
| Чемпионаты мира     |      |      |      | 3    | 2    | 2    |
| Чемпионаты Австрии  |      |      |      |      | 3    | 1    |

(с Хермой Сабо)
| Соревнования/Сезоны | 1925 | 1926 | 1927 |
| ------------------- | ---- | ---- | ---- |
| Чемпионаты мира     | 1    | 3    | 1    |
| Чемпионаты Австрии  | 1    | 1    |      |